# Publio Metilio Secundo
Publio Metilio Secundo (en latín: Publius Metilius Secundus) fue un senador romano que vivió a finales del siglo I y principios del siglo II, y desarrolló su cursus honorum bajo los reinados de Nerva, Trajano, y Adriano. Fue cónsul sufecto en el año 124 junto con Aulo Larcio Macedón.

## Orígenes familiares
Secundo era miembro de la gens Metilia, una familia itálica, probablemente de Transpadana, de origen patricio, y era hijo de Publio Metilio Nepote, cónsul sufecto en el año 103, y padre de Marco Metilio Aquilio Régulo, cónsul ordinario en el año 157.

## Carrera política
Una inscripción parcialmente dañada encontrada en la ciudad de Alsium en Etruria, nos proporciona los detalles de su cursus honorum. Las tres últimas letras supervivientes de la última línea de esta inscripción,  se han restaurado para que diga: "tri [umviro a (ere) a (rgento) a (uro) f (lando) f (eriundo )]", (tresviri monetalis), la más prestigiosa de las cuatro juntas que componian el vigintivirato; la asignación a este cargo generalmente se le otorgaba a patricios o individuos favorecidos por el emperador de turno. Sin embargo, otra posible restauración produce la lectura "tr[ibuno mil]itum": tribuno militar, de una Legión desconocida. Cualquiera de las dos restauraciones es igualmente posible. Su siguiente nombramiento conocido fue como tribuno militar de la Legio VII Gemina; Las múltiples comisiones como tribuno militar, aunque infrecuentes, tenían precedentes. A esto siguió un cargo como sevir equitum Romanorum, encargado de la revisión anual de los equites en Roma. Luego, Secundo fue nombrado para el cargo de cuestor, y una vez completada esta magistratura republicana tradicional, sería inscripto en el Senado. Le siguió otra tradicional magistratura republicana, la de pretor.
Después de completar su cargo como pretor, Secundo fue admitido en  el colegio sacerdotal de los hermanos arvales, un antiguo collegium revivido por Augusto un siglo antes. Secundo está atestiguado como magistrado en el año 117; el Acta Arvalia registra su aparición en sus rituales entre enero del año 118 y mayo del año 124. Al mismo tiempo, fue legatus o comandante de la Legio XI Claudia estacionada en Durostorum (moderna Silistra). Esto fue seguido por un segundo cargo como legatus de la Legio III Augusta, estacionada en Theveste (actual Tébessa) en el norte de África; es posible que la unidad se haya trasladado a Lambaesis en Numidia, mientras el era comandante. Werner Eck estima que su cargo duró desde el año 120 al año 124, cuando regresó a Roma para acceder a su consulado.
Solo un cargo de Secundo, es conocido después de que ejerció su consulado, atestiguado por la inscripción de Alsium: curador operum locorumque publiorum, o supervisor de obras y lugares públicos.